# Piaggio Medley
Il Piaggio Medley è uno scooter a ruote alte prodotto dalla casa motociclistica italiana Piaggio dal novembre 2015.

## Storia e versioni

Logo del Medley

### 2016–2019
Presentato al salone del motociclo di Milano nel novembre del 2015 il Medley, analogamente al suo predecessore Carnaby, è più piccolo del Beverly ma più spazioso dell'entry level Liberty, classificandosi come modello intermedio all'interno del listino della casa.
Prodotto in due motorizzazioni, una da 125 ed un'altra da 150 (effettivi 155,2 cm³), viene poi proposto in due allestimenti: Medley "base" e Medley S. Quest'ultima, oltre a differire nelle colorazioni, vanta alcuni dettagli colorati in rosso.

### 2020–
Nel 2020 ha subìto un restyling che ha coinvolto principalmente il cupolino che introduce anche un faro LED, montando dei nuovi propulsori più potenti e uno pneumatico posteriore più largo.